# Yuen Biao
Yuen Biao (元彪), född Xià Lìng-Zhèng (夏令震) i Hongkong 26 juli 1957 är en kinesisk skådespelare och kampsportare. 
God vän sedan barndomen med Jackie Chan och Sammo Hung. På senare år har Yuen Biao börjat spela mer i TV-serier. 2005 var han till exempel med i Real Kung Fu, 2007 i Wing Chun och 2008 i Ultimate Crime Fighter. Samtliga serier är producerade av TVB. Senaste filmen Yuen Biao medverkade i var Rob-B-Hood, där han spelade mot Jackie Chan.

## Filmer (i urval)
- I drakens tecken (1973) cameo
- Game of Death (1978)
- The Young Master (1980)
- Projekt A - Piratpatrullen (1983)
- Winners and Sinners (1983)
- Wheels on Meals (1984)
- Winners and Sinners 2 (1985)
- Winners and Sinners 3 (1985)
- Dragons Forever (1988)
- The Iceman Cometh (1989)
- Once Upon a Time in China (1991)
- Shanghai Noon (2000)
- Black Rain (2000)